# Sultanmachmut Toraighyrow

S. Toraigyrow Denkmal in Pawlodar

Sultanmachmut Toraighyrow (kasachisch-kyrillisch Сұлтанмахмұт Торайғыров, russisch Султанмахмут Торайгыров/Sultanmachmut Toraigyrow; * 29. Oktober 1893 in Kyzyl Tau (nahe Kökschetau); † 21. Mai 1920) war ein kasachischer Schriftsteller und Dichter.

## Leben und Werk
Geboren in Kyzyl Tau (nahe Kökschetau) kam er mit vier Jahren nach Bajanaul im Gebiet Pawlodar. Mit 13 Jahren schrieb er erste Gedichte. Ab Herbst 1913 war er als Redaktionssekretär beim ersten kasachischen Journal Aikap tätig. In den Jahren 1914 und 1915 arbeitete er als Lehrer in Bajanaul. 1916 zog es ihn nach Tomsk, bevor er 1917 nach der Februarrevolution nach Semei ging. In dieser Zeit hat er sein Talent entwickeln können und ist schriftstellerisch sehr produktiv gewesen.
Toraighyrow ist Autor zahlreicher Gedichtbände und eines der ersten kasachischen Romane Красавица Камар, der postum 1933 veröffentlicht wurde. Weiterhin war er auch politisch sehr aktiv, sowohl als Verfechter kasachischer Nationalinteressen, als auch als Anhänger der neuen sowjetischen Ideen. Da er bereits 1920 sehr jung starb, konnte er die Entwicklung der Sowjetunion nicht mehr mitverfolgen.
Heute wird Toraighyrow als nationaler Schriftsteller in Kasachstan hoch geachtet, so ist z. B. die Staatliche Universität in Pawlodar nach ihm benannt.